# Richard J. Naughton

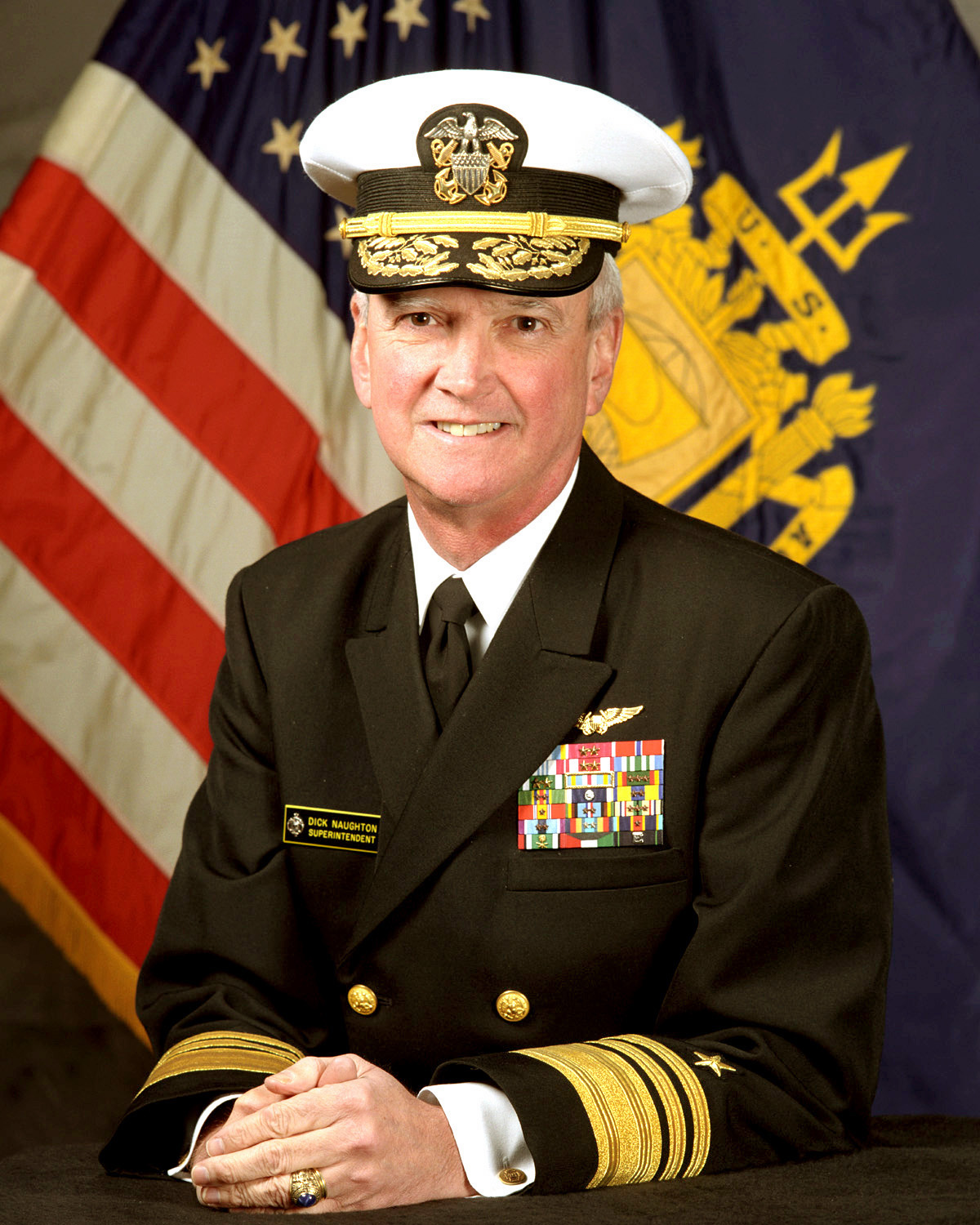
Richard J. Naughton

Richard Joseph Naughton (* 5. Oktober 1946 in Cedar Rapids, Iowa; † 25. Februar 2011 in San Diego, Kalifornien) war ein Vizeadmiral der United States Navy, der später zum Konteradmiral zurückversetzt wurde. Er war unter anderem Leiter (Superintendent) der United States Naval Academy (USNA).

## Leben
Richard J. Naughton war ein Sohn von John Roland Naughton (1906–1986) und dessen Frau Mary Laurine Lillis (1910–1981) und besuchte die öffentlichen Schulen seiner Heimat. Im Jahr 1968 absolvierte er die United States Naval Academy in Annapolis, Maryland. In der amerikanischen Kriegsmarine durchlief er anschließend alle Offiziersränge bis zum Vizeadmiral.
Im Lauf seiner militärischen Karriere absolvierte er verschiedene Kurse und Schulungen. Dazu gehörten unter anderem eine Ausbildung zum Marineflieger, die Naval Postgraduate School und das Industrial College of the Armed Forces. In den folgenden Jahren diente er an Bord verschiedener Kriegsschiffe und als Stabsoffizier in verschiedenen Admiralsstäben. Er war unter anderem als Marinepilot bzw. Stabsoffizier auf den Flugzeugträgern USS Kitty Hawk und USS Carl Vinson stationiert. Nach zwischenzeitlich anderen Verwendungen, unter anderem als Stabsoffizier bei den Luftstreitkräften der Pazifikflotte, wurde er auf den Flugzeugträger USS Enterprise versetzt.
Im Jahr 1991 erhielt Naughton das Kommando über das Amphibische Angriffsschiff USS New Orleans, mit dem er im Zweiten Golfkrieg eingesetzt war. Zwei Jahre später erhielt er das Kommando über die USS Enterprise, das er bis zum Februar 1996 innehatte. Nach zwischenzeitlich anderen Verpflichtungen erhielt er das Kommando über die Carrier Strike Group FOUR, die der Atlantikflotte untersteht. Diese Aufgabe erfüllte er zwischen 1998 und 2000. Danach leitet er bis zum Jahr 2002 das Naval Aviation Warfighting Development Center auf dem Marinefliegerstützpunkt Naval Air Station Fallon in Nevada.
Am 7. Juni 2002 übernahm Richard Naughton in der Nachfolge von John R. Ryan als Superintendent die Leitung der Marineakademie in Annapolis. Dieses Amt bekleidete er bis zum 5. Juni 2003, als Charles W. Moore Jr. seine kommissarische Nachfolge antrat. Im Verlauf seiner Amtszeit geriet Naughton in die Schlagzeilen wegen des Umgangs mit Mitarbeitern. Insbesondere ein Fall erregte öffentliches Interesse, als er gegenüber einem Wachposten handgreiflich wurde, der lediglich seinen Ausweis zum Zugang einer Silvesterfeier kontrollieren wollte. Dieser hatte den in zivil gekleideten Offizier nicht erkannt. Der Vorfall führte zu einer Untersuchung durch die Navy. Diese warf Naughton dann einen Verstoß gegen die Ethikbestimmungen für Offiziere vor und degradierte ihn vom Vizeadmiral zum Konteradmiral. Zwischenzeitlich war Naughton selbst von seinem Posten zurückgetreten und aus dem aktiven Militärdienst ausgeschieden.
Danach wurde Naughton als Geschäftsmann tätig. Er war unter anderem Geschäftsführer der Firma Xenonics Holdings, Inc. Der mit der im Jahr 1946 geborenen Jacqueline Hope verheiratete Offizier starb am 25. Februar 2011 und wurde trotz der Vorfälle an der Marineakademie auf deren Friedhof beigesetzt.

## Orden und Auszeichnungen
Richard Naughton erhielt im Lauf seiner militärischen Laufbahn unter anderem folgende Auszeichnungen:
- Defense Superior Service Medal
- Navy & Marine Corps Commendation Medal
- Legion of Merit
- Bronze Star Medal
- Defense Meritorious Service Medal
- Meritorious Service Medal
- Joint Service Commendation Medal